# Поле Бродмана 46
Поле Бродмана 46, або BA46, — частина лобової кори в мозку людини. 
BA46 називається також середньо-лобовим полем 46. У мозку людини воно займає приблизно середню третину середньої лобової звивини (лат. gyrus frontalis medialis) і найбільш ростральну частину нижньої лобової звивини (лат. gyrus frontalis inferior). Поле Бродмана 46 приблизно відповідає дорсолатеральній префронтальній корі (англ. dorsolateral prefrontal cortex - DLPFC), хоча межі поля 46 визначені на основі цитоархітектоніки, а не функцій, адже до дорсолатеральної префронтальної кори також належить гранульоване префрональне поле 9.
Цитоархитектонічно, BA46 обмежене дорсально гранулярним лобним полем 9, ростровентрально — фронтополярним полем 10 і каудально — полем Бродмана 45 (Бродман-1909). Є деяка невідповідність між  полем Бродмана 8 (Бродман-1905) і такою ж ділянкою в описі Уокера (англ. Walker, 1940)

## Функція
Поле 46 відіграє важливу роль в підтримці уваги і робочої пам'яті. Ураження поля погіршує короткострокову пам'ять і викликають утруднення, що сповільнюють реакції. Ураження можуть також значною мірою знизити здатність висловлювати судження про значимість стимулу.
Недавнє дослідження показало, що застосування транскраніальної магнітної стимуляції у полі Бродмана 46 має кращий клінічний ефект у лікуванні депресії, так як поле 46 функціонально пов'язане (негативно корелює) з полем Бродмана 25.

## Зображення

Анімація.
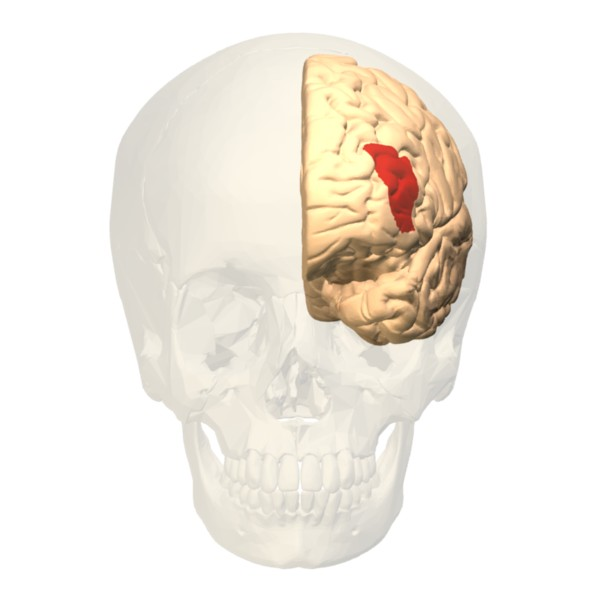
Вид спереду.
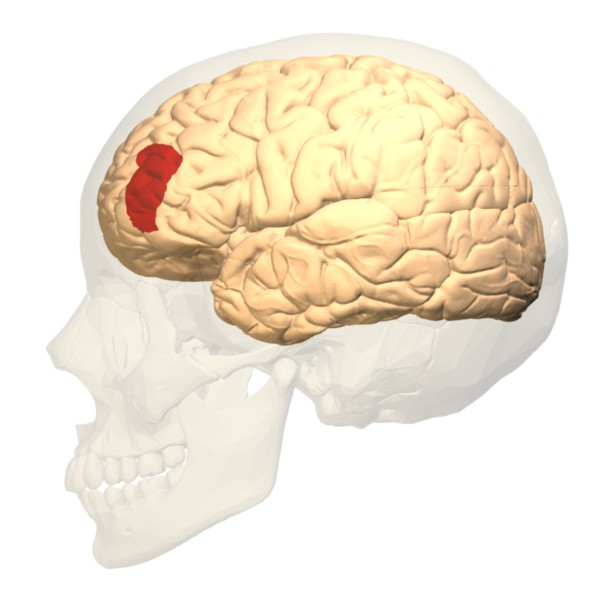
Боковий вигляд.